# Saint-Jean-Froidmentel
Saint-Jean-Froidmentel is een gemeente in het Franse departement Loir-et-Cher (regio Centre-Val de Loire) en telt 437 inwoners (1999). De plaats maakt deel uit van het arrondissement Vendôme.

## Geografie
De oppervlakte van Saint-Jean-Froidmentel bedraagt 17,5 km², de bevolkingsdichtheid is 25,0 inwoners per km².
De onderstaande kaart toont de ligging van Saint-Jean-Froidmentel met de belangrijkste infrastructuur en aangrenzende gemeenten.

## Demografie
Onderstaande figuur toont het verloop van het inwonertal (bron: INSEE-tellingen).